# Professor Gobelijn
Professor Jeremias Gobelijn is een personage uit de Vlaamse stripreeks Jommeke. Iedereen spreekt hem aan met Professor Gobelijn, en niet met zijn voornaam Jeremias. Hij is jarig op 25 augustus (zie album 74).

## Omschrijving
Professor Gobelijn is een wetenschapper (volgens eigen zeggen professor in alles). Dit staat ook op het naambord bij de ingangspoort van zijn huis, een kasteeltje met een immens domein. Hij heeft een eigen laboratorium dat nu en dan eens in de lucht vliegt. Volgens de reeks woont hij in de Oude Kasteelweg te Zonnedorp.
Professor Gobelijn is doorgaans in het zwart gekleed en draagt daaronder een wit hemd. Als hij buitenkomt, draagt hij een zwarte hoed. Hij is kalend, maar heeft nog aan de zijrand van zijn hoofd lang wit haar. Zijn opvallendste kenmerk is zijn lange witte snor. Verder draagt hij een bril, is hij voor een volwassene heel klein en dik. Hij is amper 1.37 meter groot (Purpere pillen). Verder heeft hij ondanks zijn kleine gestalte enorm grote voeten. Gobelijn heeft een wereldrecord gevestigd op zijn naam, met 59 als grootste schoenmaat (De recordjagers). Hij is ongehuwd en heeft geen familie.
Hoewel hij professor is, heeft hij een zwak punt. Hij is zo verstrooid dat hij zich voortdurend verspreekt en vergist. Als hij spreekt, zegt hij vaak eerst het omgekeerde, waarna hij verbetert met ik bedoel. Hij heeft het hart op de juiste plaats en is heel erg behulpzaam. De namen van andere personages uit de reeks worden door hem ook vaak veranderd. Vooral bij de personages Mic Mac Jampudding en Jan Haring leidt dat vaak tot ergernis bij de personen in kwestie. Ook in zijn handelen vergist hij zich vaak, soms met noodlottige gevolgen. De inwoners van Zonnedorp worden meermaals het slachtoffer van uit de hand gelopen uitvindingen.
De professor komt voor het eerst voor in album 4, Purperen pillen, wanneer Jommeke en Filiberke hem uit een gat in het ijs redden. Hij is het eerste nevenpersonage dat een tweede keer voorkomt in de reeks en wordt een vast personage in de reeks. Hij komt niet in elk album voor, maar zelfs in de albums waar hij niet in beeld komt, wordt hij vaak vermeld of wordt een van zijn vele uitvindingen gebruikt.

## Uitvindingen
Professor Gobelijn heeft een hele reeks uitvindingen op zijn naam staan die het Jommeke en zijn vrienden veel makkelijker maken hun avonturen tot een goed einde te brengen. De belangrijkste uitvindingen zijn:
- De vliegende ton vanaf album 29.
- De plastieken walvis vanaf album 50
- De vliegende bol vanaf album 57.
- De vliegende eieren vanaf album 75.

Verder zijn er nog meer uitvindingen die maar in een of enkele albums voorkomen. 
Hij beschikt ook over heel wat pillen, zalfjes en drankjes die een rol in de verhalen spelen, zoals de purpere pillen waarmee zwakke kinderen sterk worden (4), middelen om dieren te temmen, vergroten en verkleinen (7), een staartgroeimiddel en tegengif ervoor, een anti-zwaartekrachtmiddel, (alle in 15), een anti-vergeetkop (20), een drankje om onzichtbaar te worden en terug zichtbaar (22), een automatische vislijn (24), een wijsheidsdrankje om kinderen slim te maken (26), een haargroeimiddel en middel om superkracht te geven (28), een veiligheidsbumper voor de auto en de vliegende ton (29), een serum om apen verstandig te maken (31, 62), slaapgas (33), een gas om mee te vliegen, een neusgroeimiddel en poeder om iedereen gezond te houden (36), een toestel om op verre afstand voorwerpen in de grond terug te vinden (37), taalpillen (46), slaappillen (49), een teletransportmachine (52), een vluchtgas om te vliegen (54), een houtgroeimiddel (56), voedselpillen (57 en 58), eieren die parels kweken (59), een snelaangroeimiddel tegen breuken (62), een auto die op gras rijdt (65), een anti-atoombombom (68), een drank die ouderen weer actief maakt (69), toestellen om mensen te laten slapen (73), communicatiestralen voor andere planeten (74), ...

## Albums
Professor Gobelijn komt voor in de albums : Purpere pillen, Het hemelhuis, De zwarte Bomma, De ooievaar van Begonia, De zonnemummie, Het staartendorp, De gouden jaguar, Wie zoekt die vindt, Apen in huis, Het wonderdrankje, De verloren zoon, De zeven snuifdozen, Kinderen baas, De Samsons, De vliegende ton, Knappe Mataboe, In Pimpeltjesland, Jacht op Gobelijn, Neuzen bij de vleet, De schat van de zeerover, Filiberke gaat trouwen, De Jommekesclub, De tocht naar Asnapije, De zilveren giraf, De groene maskers, De plastieken walvis, De fwietmachine, De zingende oorbellen, Broeder Anatolius, De vruchtenmakers, Het geheim van Macu Ancapa, De strijd om de Incaschat, De Kuko-eieren, Alarm in de rode baai, Luilekkerland, De grasmobiel, De slaapkop, De gele spin, Straffa Toebaka, De sprekende ezel, De gekke wekker, De Kikiwikies, Prinses Pott, Het rode oog, ...

## Gastoptredens in andere strips
- In het stripalbum De rillende rots van Suske en Wiske zien we de professor op strook 175 verkleed als een Galliër.
- In het stripalbum Paniek in stripland heeft Professor Gobelijn een belangrijke rol als een van de bekende stripprofessoren.
- In het oorspronkelijke zwart-witalbum van De Kiekeboes (De snor van Kiekeboe), protesteerden in strook 87 verschillende bekende stripfiguren met snorren aan Kiekeboe's deur, waaronder ook Professor Gobelijn.

## Vertalingen
Enkele Jommekes-albums zijn ook verschenen in andere landen en in deze vertalingen heeft Professor Gobelijn een aangepaste naam:
- Zweeds: Professor Jeremias Grubbel